# Hilara itoi
Hilara itoi är en tvåvingeart som beskrevs av Frey 1952. Hilara itoi ingår i släktet Hilara och familjen dansflugor. Inga underarter finns listade i Catalogue of Life.